# Parasthetops propitius
Parasthetops propitius är en skalbaggsart som beskrevs av Perkins 2008. Parasthetops propitius ingår i släktet Parasthetops och familjen vattenbrynsbaggar. Inga underarter finns listade i Catalogue of Life.